# Horikawaella grosse-verrucosa
Horikawaella grosse-verrucosa är en bladmossart som beskrevs av Amakawa et S.Hatt.. Horikawaella grosse-verrucosa ingår i släktet Horikawaella och familjen Solenostomataceae. Inga underarter finns listade i Catalogue of Life.